# جوزفین لنگ
جوزفین کارولاین لنگ (آلمانی: Josephine Caroline Lang؛ ۱۴ مارس ۱۸۱۵ در مونیخ - ۲ دسامبر ۱۸۸۰ در توبینگن) یک زن آهنگساز، و نوازنده پیانو اهل آلمان بود. جوزفین لنگ دختر تئوبالد لنگ، ویولن‌نواز و رجینا هیتزبرگ (آلمانی: Regina Hitzelberger)، خواننده اپرا بود.
مادر جوزفین در جوانی به او یاد می‌داد که چگونه پیانو بنوازد، و از پنج سالگی مشخص شد که جوزفین از پتانسیل بالایی در آهنگسازی برخوردار است. او در اوایل یازده سالگی باکمک پدرخوانده‌اش، جوزف استیلر، خودش شروع به آموختن کلاس‌های پیانو کرد. جوزفین با برخی از بزرگترین هنرمندان زمان خود تماس داشت. هم فلیکس مندلسون و هم فردیناند هیلر برای اطمینان از اینکه جوزفین لنگ نظریه مناسب آهنگسازی را آموخته‌است بسیار کوشیدند و از ارتباطات خود برای انتشار موسیقی او استفاده کردند. حتی رابرت شومان آهنگی از جوزفین را در مجله جدید موسیقی ([Neue Zeitschrift für Musik] Error: {{Lang-xx}}: متن دارای نشانه‌گذاری ایتالیک است (راهنما)) در سال ۱۸۳۸ منتشر کرد.

## بزرگداشت
در ۱۴ مارس ۲۰۲۰، گوگل ۲۰۵ سالگی تولد او را با تغییر گوگل دودل جشن گرفت.